# Xã Robinson, Quận Allegheny, Pennsylvania
Xã Robinson (tiếng Anh: Robinson Township) là một xã thuộc quận Allegheny, tiểu bang Pennsylvania, Hoa Kỳ. Năm 2010, dân số của xã này là 13.354 người.